# Josef Kyrle
Josef Kyrle (ur. 8 grudnia 1880 w Schärding, zm. 30 marca 1926 w Wiedniu) – austriacki lekarz, patolog i dermatolog. 
Studiował medycynę na Uniwersytecie w Grazu. Asystent Antona Weichselbauma w Instytucie Anatomopatologii Uniwersytetu Wiedeńskiego. W 1907 został asystentem Ernsta Fingera w jego klinice dermatologicznej w Wiedniu. W 1918 został profesorem nadzwyczajnym. Specjalizował się w mikroskopowych i histologicznych badaniach chorób skóry. W 1916 opisał u pacjentki z cukrzycą zmiany skórne w postaci hiperkeratotycznych grudek, znane później jako choroba Kyrlego. 